# Coenypha fasciata
Coenypha fasciata is een spinnensoort in de taxonomische indeling van de krabspinnen (Thomisidae).
Het dier behoort tot het geslacht Coenypha. De wetenschappelijke naam van de soort werd voor het eerst geldig gepubliceerd in 1926 door Cândido Firmino de Mello-Leitão.